# Liste der Baudenkmäler in Wilnsdorf
Die Liste der Baudenkmäler in Wilnsdorf enthält die denkmalgeschützten Bauwerke auf dem Gebiet der Gemeinde Wilnsdorf im Kreis Siegen-Wittgenstein in Nordrhein-Westfalen (Stand: Juli 2021). Diese Baudenkmäler sind in der Denkmalliste der Gemeinde Wilnsdorf eingetragen; Grundlage für die Aufnahme ist das Denkmalschutzgesetz Nordrhein-Westfalen (DSchG NRW).

| Bild                                                                                             | Bezeichnung                                                                                      | Lage                                          | Beschreibung | Bauzeit                   | Eingetragen seit             | Denkmal- nummer |
| ------------------------------------------------------------------------------------------------ | ------------------------------------------------------------------------------------------------ | --------------------------------------------- | --- | ------------------------- | ---------------------------- | --------------- |
| weitere Bilder                                                                                   | Evangelische Pfarrkirche                                                                         | Wilnsdorf Burgstraße 9                        | Die evangelische Kirche wurde in den Jahren 1912 und 1913 auf den alten Grundmauern der Wilnsdorfer Burg errichtet, nachdem die alte Kirche zu klein wurde. Sie wurde am 20. April 1913 geweiht und steht bereits seit 1977 unter Denkmalschutz. Von 2009 bis 2010 wurde sie teilweise saniert und mit einer neuen Heizungsanlage versehen. | 1912/1913                 | 12. Juli 1984                | 1               |
|                                                                                                  | Fachwerk-Wohnhaus                                                                                | Flammersbach Flammersbacher Straße 42         | | ca. 1754                  | 26. April 1985               | 2               |
|                                                                                                  | Fachwerk-Wohnhaus mit Scheune                                                                    | Rinsdorf Eiserfelder Straße 37                | | 1639                      | 26. April 1985               | 3               |
|                                                                                                  | Fachwerk-Wohnhaus                                                                                | Gernsdorf Gernsdorfer Straße 37               | | 1713                      | 26. April 1985               | 4               |
|                                                                                                  | Fachwerk-Wohnhaus                                                                                | Wilnsdorf Hagener Straße 6                    | | 1914                      | 26. April 1985               | 5               |
|                                                                                                  | Fachwerkhaus                                                                                     | Rinsdorf Auf der Heipel 1                     | | 1836                      | 28. April 1986               | 6               |
|                                                                                                  | Alte Schule                                                                                      | Rinsdorf Alte Dorfstraße 14                   | Seit 1971 befindet sich die Heimatstube in der ehemaligen Kapellenschule. Dort werden Zeugnisse und Werkzeuge aus der Bergbaugeschichte und der Siegerländer Handwerkskunst ausgestellt. Zudem gibt es ein originalgetreu eingerichtetes Schulzimmer aus dem 19. Jahrhundert. Vor dem Gebäude befindet sich eine Bergmannsstatue und Grubenwagen. | 1791                      | 28. April 1986               | 7               |
|                                                                                                  | 2 Scheunen                                                                                       | Wilden Im Dörfchen 1                          | | um 1900                   | 28. April 1986               | 8               |
| D-Gebäude „Burgstraße 2“                                                                         | D-Gebäude „Burgstraße 2“                                                                         | Wilnsdorf Burgstraße 2                        | | 1766                      | 28. April 1986               | 9               |
|                                                                                                  | Wohngebäude                                                                                      | Flammersbach Heiersche Straße 2               | | 1753                      | 5. Mai 1986                  | 10              |
|                                                                                                  | „Schetzes Hus“                                                                                   | Wilnsdorf Frankfurter Straße 5                | | 1733                      | 5. Mai 1986                  | 11              |
|                                                                                                  | Wohnhaus                                                                                         | Wilgersdorf Hauptstraße 61                    | | 1910                      | 25. September 1986           | 12              |
|                                                                                                  | Grubenmodell „Am Berg“                                                                           | Wilnsdorf Rathausstraße 38                    | |                           | 24. Februar 1987             | 13              |
|                                                                                                  | Fachwerkhaus                                                                                     | Rinsdorf Alte Dorfstraße 4 und 6              | | 1790                      | 24. Februar 1987             | 14              |
| Wohnhaus                                                                                         | Wohnhaus                                                                                         | Wilden Burbacher Straße 10                    | Ehemaliger Dorfkrug |                           | 24. Februar 1987             | 15              |
| Gasthof Kölsch                                                                                   | Gasthof Kölsch                                                                                   | Wilnsdorf Frankfurter Straße 7                | | 1731                      | 16. Februar 1988             | 16              |
| Fachwerkhaus                                                                                     | Fachwerkhaus                                                                                     | Wilden Freier Grunder Straße 86               | | 1912                      | 17. Februar 1988             | 17              |
| Wassermühle                                                                                      | Wassermühle                                                                                      | Niederdielfen Zum Mühlenweiher 8              | Die am Filsbachtälchen gelegene Mühle aus der ersten Hälfte des 18. Jahrhunderts wurde in den Jahren 1992/93 funktionstüchtig restauriert und kann bei Gelegenheit mehrere Male im Jahr in Betrieb besichtigt werden. Das Mahlwerk der Mühle einschließlich der zum Teil geschmiedeten, zum Teil aus Gusseisen hergestellten Mechanik, ist vollständig erhalten. Das Baudatum lässt sich allerdings nicht genau bestimmen. Urkundlich belegt ist die Mühle aus der ersten Hälfte des 18. Jahrhunderts, mündliche Überlieferungen gehen auf das Jahr 1729 zurück.                                                      | 1729                      | 17. Dezember 1988            | 18              |
| Ehemalige katholische Volksschule                                                                | Ehemalige katholische Volksschule                                                                | Wilnsdorf St.-Martin-Straße 2                 | Im Jahr 1902 konnte ein Grundstück gekauft werden, das jedoch erst ein paar Jahre später bebaut wurde. 1906 wurde Baugeld bewilligt. Am 1. Dezember 1908 wurde die neue Schule bezogen. 1927 wurde die Schule um- und angebaut, am 11. Februar 1928 konnte sie eingeweiht werden. Heute befindet sich der evangelische Kindergarten Spatzennest in dem Gebäude. | 1906–08                   | 30. Mai 1988                 | 19              |
|                                                                                                  | Haupteingangstür                                                                                 | Oberdielfen Hombergstraße 10                  | | 1906                      | 29. September 1988           | 20              |
|                                                                                                  | Fachwerk-Wohnhaus                                                                                | Rinsdorf Auf der Heipel 3                     | | 2. Hälfte 18. Jahrhundert | 29. September 1988           | 21              |
|                                                                                                  | Wohn- und Geschäftshaus                                                                          | Rinsdorf Alte Dorfstraße 2                    | | 1780                      | 7. November 1988             | 22              |
| Altes Arrestgebäude                                                                              | Altes Arrestgebäude                                                                              | Wilnsdorf Hagener Straße                      | Das zwischen 1837 und 1839 erbaute Arrestgebäude ist ein Beispiel für die polizeiliche Tätigkeit des 19. Jahrhunderts. Ungewöhnlich für die damalige Zeit wurde das Dach mit Schiefer gedeckt und nicht, wie üblich, mit Stroh. Nachdem ein Gefangener aus einer der beiden Zellen durch das Dach geflohen war, zog man 1927 Betondecken ein. Bis September 1959 wurde es als Arrestgebäude genutzt. Im Jahr 1988 wurde das Gebäude renoviert und in die Wilnsdorfer Denkmalliste aufgenommen. | 1839                      | 14. Februar 1989             | 23              |
| Fachwerkhaus                                                                                     | Fachwerkhaus                                                                                     | Wilnsdorf Burgstraße 1                        | | Mitte 17. Jahrhundert     | 15. Februar 1989             | 24              |
|                                                                                                  | Ehemaliges evangelisches Pfarrhaus                                                               | Wilnsdorf Herrengarten 2                      | Nachdem der Verbund der evangelischen Pfarreien Wilnsdorf und Rödgen aufgehoben wurde, bekam der neue Wilnsdorfer Pfarrer der evangelischen Kirche ein neues Pfarrhaus. | 1892                      | 8. Juni 1989                 | 25              |
| Fachwerk-Wohnhaus                                                                                | Fachwerk-Wohnhaus                                                                                | Wilden Burbacher Straße 12                    | | 1747                      | 15. Februar 1990             | 26              |
| Katholische Pfarrscheune                                                                         | Katholische Pfarrscheune                                                                         | Wilnsdorf Frankfurter Straße 2                | | 1778                      | 12. März 1990                | 27              |
| Katholischer Kirchturm mit Stützmauer, Erweiterung: Altar einschließlich Retabel und Marienfigur | Katholischer Kirchturm mit Stützmauer, Erweiterung: Altar einschließlich Retabel und Marienfigur | Wilnsdorf St.-Martin-Straße                   | Am 22. Juni 1889 konnte der Grundstein für die bruchsteinerne Kirche gelegt werden. Der Bau im romanischen Stil war mit 300 Sitzplätzen für Erwachsene und 120 für Kinder vorgesehen. Der Kirchturm an der Nordostseite ist 36 m hoch. Am 11. November 1891 wurde die Kirche St. Martinus geweiht. Nach dem Zweiten Weltkrieg war sie für die wachsende Bevölkerung wiederum zu klein geworden; eine Erweiterung des Kirchenschiffs war wegen schlechter Bausubstanz und nasser Mauern nicht möglich. 1972 wurde der jetzige katholische Kirchenbau geweiht. Der Turm der alten Kirche konnte jedoch erhalten werden. | 1891                      | 9. April 1990 1. August 2007 | 28              |
|                                                                                                  | Backhaus                                                                                         | Oberdielfen „Im Theisgarten“                  | | 1835                      | 18. Juni 1990                | 29              |
|                                                                                                  | Wohnhaus                                                                                         | Anzhausen Anzhausener Straße 33               | | 1763                      | 2. November 1990             | 30              |
|                                                                                                  | Kapellenschule                                                                                   | Oberdielfen Oranienstraße 4                   | Bis 1930 in Benutzung, dann durch einen Neubau abgelöst. | 1821                      | 18. Februar 1991             | 31              |
| La-Tene-Ofenanlage                                                                               | La-Tene-Ofenanlage                                                                               | Obersdorf Bereich „Silberquelle“              | Durch die oberflächennah vorkommenden Eisenerze, die ohne komplizierte bergbauliche Verfahren gewonnen werden konnten, reicht die Periode der Eisenverhüttung im Siegerland schon bis in die La-Tène-Zeit 500 v. Chr. zurück. Davon zeugt der auf dem Homberg gelegene eisenzeitliche Windofen in der Nähe der Silberquelle bei Obersdorf. Er wurde originalgetreu wieder aufgebaut und in einem kleinen Häuschen mit Glasfront untergebracht. | 5. Jahrhundert v. Chr.    | 18. März 1992                | 32              |
|                                                                                                  | Wohnhaus                                                                                         | Wilnsdorf Hagener Straße 28                   | | 1906                      | 13. Mai 1992                 | 33              |
|                                                                                                  | Fachwerkhaus                                                                                     | Gernsdorf Drei-Eichen-Straße 4                | |                           | 19. August 1992              | 34              |
|                                                                                                  | Spritzenhaus                                                                                     | Niederdielfen Weißtalstraße 5                 | | 1912                      | 11. September 1992           | 35              |
|                                                                                                  | Altes Schulgebäude                                                                               | Wilgersdorf Jahnstraße 2                      | | 1928                      | 24. Februar 1993             | 36              |
| weitere Bilder                                                                                   | Wallfahrtstätte Eremitage                                                                        | Niederdielfen Eremitage 11                    | Die Wallfahrtstätte Eremitage stammt aus dem Jahre 1684. Zu dieser Wallfahrtstätte gehören eine Kapelle, ein Heiligenhäuschen mit Eremitengrab, ein Kreuzweg, ein Waldaltar und eine Eremitenklause. In der Kapelle befindet sich ein Altar aus dem Jahre 1736. Die Klause gehört zu den ältesten Fachwerkhäusern im Siegerland. | 1684                      | 18. November 1993            | 37              |
|                                                                                                  | Wohnhaus                                                                                         | Rinsdorf Eiserfelder Straße 39                | | 1879                      | 17. Mai 1994                 | 38              |
| Alte Schmiede                                                                                    | Alte Schmiede                                                                                    | Wilden Freier Grunder Straße 34               | Mitten in Wilden, gegenüber dem Dorfgemeinschaftshaus steht die um 1850 im Köhlerweg in Oberwilden errichtete Schmiede. Bis Mitte der 1960er-Jahre wurden dort Werkzeuge für Landwirtschaft, Hauberg und Bergbau hergestellt, repariert und geschärft, bis 1980 wurde sie nur noch sporadisch betrieben. 1984 wurde sie abgebaut und durch den Heimatverein in der Ortsmitte (Mittelwilden) gegenüber dem Dorfgemeinschaftshaus neu errichtet. | um 1850                   | 13. Juni 1994                | 39              |
|                                                                                                  | Bauernhaus                                                                                       | Rinsdorf Eiserfelder Straße 12                | | 1818                      | 5. Juli 1994                 | 40              |
|                                                                                                  | Wohnhaus                                                                                         | Wilnsdorf Frankfurter Straße 45               | | 1. Hälfte 19. Jahrhundert | 23. Februar 1995             | 41              |
|                                                                                                  | Altes evangelisches Pfarrhaus                                                                    | Obersdorf Rödgener Straße 109                 | Brandschaden 2. Dezember 2018 | 1769                      | 23. Februar 1995             | 42              |
|                                                                                                  | Wohnhaus                                                                                         | Flammersbach Netphener Straße 13              | |                           | 14. September 1995           | 43              |
|                                                                                                  | Ehemalige katholische Kapelle                                                                    | Obersdorf Rödgener Straße 54                  | | 1909                      | 21. Dezember 1995            | 44              |
|                                                                                                  | Wohnhaus                                                                                         | Niederdielfen Siegener Straße 23              | | um 1900                   | 17. Juni 1996                | 45              |
|                                                                                                  | Katholische Kirche                                                                               | Rudersdorf Schützenstraße 1 / Nassauer Straße | | um 1700                   | 18. Juli 1996                | 46              |
|                                                                                                  | Scheune                                                                                          | Anzhausen Bösselbach 2                        | | 18. Jahrhundert           | 18. Juli 1996                | 47              |
| Bahnhofsempfangsgebäude einschließlich Güterschuppen                                             | Bahnhofsempfangsgebäude einschließlich Güterschuppen                                             | Rudersdorf Bahnhofstraße 24                   | | 1913/1914                 | 26. November 1996            | 48              |
|                                                                                                  | ehemaliges Bauernhaus                                                                            | Rinsdorf Eiserfelder Straße 14                | | 18. Jahrhundert           | 21. März 1997                | 49              |
|                                                                                                  | Wohnhaus                                                                                         | Wilnsdorf Burgstraße 10                       | | 17. Jahrhundert           | 12. September 1997           | 50              |
| weitere Bilder                                                                                   | Pfarrkirche Rödgen (Simultankirche)                                                              | Obersdorf Rödgener Straße 107 und 107a        | Eine Pfarrkirche in Rödgen (Obersdorf) wurde am 4. März 1328 erstmals urkundlich erwähnt. Die alte Kirche wurde 1778 wegen Baufälligkeit abgerissen und zwischen 1779 und 1782 wieder aufgebaut. Aufgrund von Streitigkeiten zwischen Katholiken und Protestanten wurde in den Jahren 1787/88 westlich des Turms eine neue Kirche gebaut, so dass sich der Kirchturm in der Mitte des Gebäudes befindet und von beiden Konfessionen genutzt werden konnte. | 1779–1782                 | 1. Oktober 1997              | 51              |
|                                                                                                  | Evangelische Kapelle                                                                             | Anzhausen Anzhausener Straße 31               | | um 1700                   | 9. Dezember 1997             | 52              |
|                                                                                                  | Trigonometrischer Punkt                                                                          | Obersdorf Wilnsdorf-Obersdorf                 | | 19. Jahrhundert           | 13. Februar 1998             | 53              |
|                                                                                                  | Fachwerkhaus                                                                                     | Anzhausen Anzhausener Straße 11               | | 1870                      | 29. September 1998           | 54              |
|                                                                                                  | Fachwerkhaus                                                                                     | Wilnsdorf Mainzer Straße 7                    | | frühes 18. Jahrhundert    | 4. November 2002             | 55              |
|                                                                                                  | Bruchsteinbrücke                                                                                 | Anzhausen Bollenberg                          | | 1860er                    | 30. März 2004                | 56              |
|                                                                                                  | Fachwerkhaus                                                                                     | Rinsdorf Eiserfelder Straße 16                | |                           | 31. Juli 2007                | 57              |
| Eisenbahntunnel                                                                                  | Eisenbahntunnel                                                                                  | Rudersdorf                                    | | 1915                      | 24. März 2014                | 58              |
| Viadukt                                                                                          | Viadukt                                                                                          | Rudersdorf Karte                              | |                           | 24. März 2014                | 59              |
| Viadukt                                                                                          | Viadukt                                                                                          | Niederdielfen Karte                           | |                           | 24. März 2014                | 60              |
|                                                                                                  | Wohnhaus mit Scheune                                                                             | Rinsdorf Auf der Heipel 2                     | |                           | 26. Januar 2017              | 61              |
|                                                                                                  | Wohnhaus                                                                                         | Oberdielfen Hombergstraße 12/12a              | |                           | 26. Januar 2017              | 62              |